# Лисичанская городская община
Лисичанская городская община (укр. Лисичанська міська громада) — община в Украине, в Северодонецком районе Луганской области, с административным центром в городе Лисичанск.
Образована путем объединения Лисичанского городского и Белогоровского, Волчеярисского, Малорязанцевского, Мирнодолинского поселковых советов Попаснянского района, что ликвидируется.

## Населенные пункты
В состав общины принадлежат города Лисичанск, Новодружеск, Приволье, поселки городского типа Белогоровка, Волчеяровка, Малорязанцево, Мирная Долина, села Белая Гора, Верхнекаменка, Золотаровка, Рай-Александровка, Устиновка, Шипиловка, Подлесное, Лоскутовка.